# Owen Nolan
Owen Liam Nolan (né le 12 février 1972 à Belfast en Irlande du Nord) est un joueur professionnel de hockey sur glace. Sa famille rejoint le Canada dans sa jeunesse et il obtient la nationalité canadienne. Il est un des premiers joueurs que les journalistes sportifs ont surnommé de « power forward », attaquant de puissance au jeu offensif et robuste.
Il évolue en tant que professionnel pendant plus de 20 ans, jouant un total de 1 200 rencontres dans la Ligue nationale de hockey, la majorité avec les Sharks de San José. Il ne joue cependant que peu de rencontres lors des séries éliminatoires de la Coupe Stanley, aucune des équipes avec qu'il joue ne dépassant une seule fois le deuxième tour. 
Au niveau international, il représente le Canada lors du championnat du monde de 1997 puis des Jeux olympiques de 2002 ; il remporte lors des deux compétitions la médaille d'or.

## Biographie

### Son enfance et ses débuts juniors
Owen Liam Nolan est né à Belfast en Irlande du Nord le 12 février 1972 ; sa famille quitte peu de temps après sa naissance en raison de problèmes de religion et rejoint le Canada. Il grandit ainsi en Ontario dans la ville de Thorold. Il fait ainsi ses débuts dans la Thorold Amateur Athletic Association pour l'équipe des Hawks.
En 1988, il est sélectionné lors du repêchage de la Ligue de hockey de l'Ontario par les Royals de Cornwall. Son équipe perd en demi-finale des séries éliminatoires mais il remporte à titre personnel le trophée de la famille Emms en tant que meilleur débutant de la LHO. 
Au cours de sa deuxième saison dans la LHO, il inscrit 111 points et se classe quatrième meilleur pointeur de la ligue, Keith Primeau finissant premier avec 127 points. Il est mis en avant par la LHO et reçoit le trophée Jim-Mahon en tant qu'ailier droit qui a inscrit le plus grand nombre de buts du circuit. En deux saisons dans la LHO, il compte 170 points en 120 matchs mais également 453 minutes de pénalité. Au mois de juin, il participe au repêchage d'entrée de la Ligue nationale de hockey et il est le tout premier joueur choisi par les Nordiques de Québec, alors que le repêchage est un des meilleurs de l'histoire de la LNH avec des joueurs comme Jaromír Jágr, Martin Brodeur, Derian Hatcher, Keith Tkachuk, Mike Ricci et Keith Primeau, tous sélectionnés au premier tour.

### Les débuts avec les Nordiques de Québec
Nolan signe son premier contrat professionnel et joue quelques rencontres de la saison 1990-1991 dans la Ligue américaine de hockey avec les Citadels d'Halifax. Il passe le plus clair de son temps avec les Nordiques, ces derniers finissant derniers de la saison de la LNH. L'équipe ne fait pas mieux  au cours de la saison 1991-1992 avec une avant-dernière place au classement alors que l'Irlandais se classe troisième meilleur pointeur de sa formation derrière Joe Sakic et Mats Sundin.
En octobre 1992, il signe une prolongation de contrat pour quatre nouvelles saisons avec la franchise de Québec pour 4,2 millions de dollars. En janvier 1992, il participe pour la première fois de sa carrière au 43e Match des étoiles de la LNH. Il fait alors partie de l'équipe de l'Association de Wales qui s'incline 6-10 malgré un but et une aide par Nolan. À la fin de la saison régulière, il totalise 77 points, son plus haut total jusque-là et il connaît pour la première fois les séries éliminatoires. Son équipe est cependant éliminée au premier tour contre les Canadiens de Montréal 4 matchs à 2 ; en cinq rencontres jouées, il inscrit un seul but. Alors qu'il progresse chaque année, la carrière de Nolan marque une pause en octobre 1993 quand il se blesse à l'épaule droite au cours d'une rencontre contre les Canadiens. Deux mois plus tard, son agent annonce qu'il doit se faire opérer manque toute la fin de la saison 1993-1994. 
Il revient au jeu pour la saison 1994-1995 alors que cette dernière ne commence qu'en janvier en raison d'un lock-out à la suite d'une absence d'entente entre les joueurs et les dirigeants de la LNH. Avec 49 points en 46 matchs joués, il est le troisième pointeur de sa formation, 13 points derrière Sakic et un seul derrière Peter Forsberg et également le meilleur buteur des Nordiques avec 30 buts inscrits. D'un point de vue collectif, les Nordiques sont premiers de l'Association de l'Est mais malgré cette première place, ils se font surprendre dès le premier tour  des séries par les Rangers de New York en six dates. Les difficultés financières forcent la vente de la franchise des Nordiques qui deviennent l'Avalanche du Colorado. Nolan débute ainsi la saison 1995-1996 avec l'équipe du Colorado mais au bout de neuf rencontres, il est échangé aux Sharks de San José contre le défenseur Sandis Ozoliņš.

### Avec les Sharks de San José
Collectivement la saison 1995-1996 des Sharks n'est pas une réussite avec la dernière place de l'Association et l'avant-dernière au classement général, seuls les Sénateurs d'Ottawa finissant derrière la formation de San José. Dans le même temps, l'Avalanche finit deuxième de l'Association de l'Ouest avant de remporter la Coupe Stanley. Nolan joue les premiers rôles dans son équipe en finissant meilleur buteur et deuxième pointeur avec 29 buts et 61 points. Au cours de la saison, il participe une nouvelle fois au Match des étoiles de la LNH. Il participe également au Match des étoiles au milieu de la saison suivante. Déjà auteur de deux buts au cours du match, il inscrit son troisième but personnel en fin de match en trompant Dominik Hašek après lui avoir montré l'endroit où il allait tirer. La saison des Sharks n'est cependant pas la hauteur alors que l'équipe finit une nouvelle fois à la dernière place de l'Association de l'Ouest. Avec 31 buts et 63 points, Nolan est le meilleur buteur et pointeur de son équipe alors qu'il occupe le rôle d'assistant capitaine de Todd Gill,.
La saison sportive de Nolan n'est cependant pas terminée : même s'il ne joue pas les séries de la Coupe Stanley, il est sélectionné au sein de l'équipe du Canada pour participer au championnat du monde. L'équipe fait partie du groupe B de la compétition jouée en Finlande et Nolan inscrit deux points, un but et une passe décisive, lors du succès du Canada 7-0 contre la Norvège. À la fin du match, l'entraîneur du Canada, Andy Murray, déclare qu'il faut que son équipe joue mieux dans la suite de la compétition et en particulier pour le deuxième match contre la Suède. Les matchs suivants lui donnent raison alors que ses joueurs s'inclinent 7-2 contre la Suède puis font match nul 3-3 contre la Lettonie. Les joueurs du Canada se reprennent lors des deux matchs suivants avec une victoire 4-1 contre les États-Unis puis 6-0 contre l'Italie. Nolan compte une mention d'assistance contre les Américains et un but et une passe contre l'Italie. 
À la suite de ce premier tour, un tour de qualification a lieu avec les trois meilleurs nations de chaque poule préliminaire. Le Canada remporte le premier match mais laisse filer la suivant contre la République tchèque. Au cours de ce dernier, une bagarre éclate entre les deux équipes et Nolan fait partie des joueurs pénalisés. Il est suspendu pour la rencontre suivante par la Fédération internationale de hockey sur glace. Deuxième de ce tour de qualification, le Canada joue la finale contre la Suède dans une série au meilleur des trois matchs. Les deux équipes parviennent à remporter un match et la finale du championnat du monde se joue ainsi le 14 mai. Le Canada ouvre le score en fin de première période à la suite d'un travail de Nolan derrière les buts de Tommy Salo ; ce dernier laisse un rebond sur la tentative du joueur des Sharks et Dean Evason en profite. Dès le début de la deuxième période, les Canadiens poursuivent leur effort. Nolan prend temporairement la place de Geoff Sanderson, blessé à l'oreille. Il combine alors avec Travis Green et Mark Recchi pour trouver le fond du filet gardé par Salo. Malgré un but de la Suède dans les dernières minutes de jeu, le Canada remporte son 21e titre mondial sur le score de 2-1,.
Avant de démarrer la saison 1997-1998, les Sharks nomment Darryl Sutter en tant que nouvel entraîneur-chef. Ils finissent la saison à la quatrième place de la division et obtiennent la dernière place qualificative pour les séries éliminatoires. Ils jouent le premier tour contre les Stars de Dallas, meilleure formation de la saison régulière ; Nolan et les siens sont éliminés en six rencontres. Alors que Gill a quitté les Sharks au cours de la saison 1997-1998, le 28 octobre 1998, Owen Nolan devient le cinquième capitaine de la franchise. Une nouvelle fois quatrièmes de la division à la fin de la saison, ils sont éliminés au premier tour des séries de 1999 contre l'Avalanche du Colorado. 
Nolan connaît sa meilleure saison personnelle au cours de la campagne 1999-2000 : il manque seulement 4 des 82 rencontres de son équipe mais se classe meilleur buteur et pointeur de son équipe avec 44 buts et 84 points. Au niveau de la LNH, il est le sixième pointeur, le classement étant dominé par les 96 de Jágr mais il est surtout le deuxième meilleur buteur derrière Pavel Boure qui en compte 58. Il décroche les records du plus grand nombre de buts, de points et de buts en supériorité numérique pour les Sharks. Au classement, les Sharks sont la dernière équipe de l'Ouest qualifiée pour les séries de 2000 et sont donc opposés aux Blues de Saint-Louis, meilleure formation de l'ensemble de la LNH cette saison. Malgré ce classement défavorable, les deux équipes sont à égalité avec deux victoires de chaque côté après quatre rencontres. Les deux équipes se neutralisent lors des deux matchs suivants et un septième match a lieu le 25 avril. Le capitaine Nolan est une nouvelle fois décisif puisqu'il inscrit le deuxième but de son équipe au cours d'une victoire 3-1, un lancer puissant depuis la ligne bleue. L'équipe perd cependant au tour suivant, une nouvelle fois contre les joueurs de Dallas. 
Au cours de l'été 2000, il est opéré d'une hernie avant de signer une prolongation de contrat en octobre. Il revient au jeu en octobre mais ne participe qu'à une soixantaine de matchs de son équipe au cours de la saison 2000-2001. En effet, au cours d'une rencontre contre les Stars de Dallas en février il blesse Grant Marshall d'un coup de poing au visage et est suspendu 11 rencontres par les dirigeants de la LNH. Malgré l'absence du capitaine, les Sharks se classent cinquièmes de la saison régulière mais ils chutent au premier tour des séries de 2001 contre Saint-Louis. 
En mars 2001, l'équipe du Canada annonce une partie des joueurs retenus pour les Jeux olympiques de 2002, compétition qui aura lieu en février 2002, et Nolan fait partie des huit joueurs sélectionnés. L'équipe du Canada n'entre dans la compétition que pour le deuxième tour mais connaît des débuts difficiles avec une défaite 5-2 contre la Suède, une victoire 3-2 contre l'Allemagne puis un match nul 3-3 contre la République tchèque. Les joueurs canadiens sont tout de même qualifiés pour la phase finale à élimination directe ; ils battent d'abord la Finlande 2-1 avant de battre la Biélorussie 7-1. La finale 2002 des Jeux oppose le Canada au pays hôte du tournoi, les États-Unis, et Nolan devient champion olympique à la suite d'une victoire 5-2. À la fin de la saison 2001-2002, Nolan est une nouvelle fois le meilleur pointeur de son équipe et avec 351 points depuis ses débuts avec les Sharks, il est le meilleur pointeur de l'histoire du club. Les Sharks finissent en-tête de leur division pour la première fois de leur histoire avec 99 points grâce à 44 victoires. Ils éliminent au premier tour des séries les Coyotes de Phoenix en cinq rencontres puis jouent les demi-finales d'Association contre les joueurs de l'Avalanche. Après cinq matchs, les joueurs de San José sont devant 3 matchs à 2 mails ils perdent les deux rencontres suivantes à chaque fois avec seulement un but d'écart, Peter Forsberg inscrivant à chaque fois le but de la victoire pour l'Avalanche. 
Le 1er décembre 2002, les Sharks licencient l'ensemble des entraîneurs de l'équipe dont Sutter, l'équipe ayant plus de défaites que de victoires depuis le début de la saison. En mars 2003, Pat Quinn, directeur général et entraîneur des Maple Leafs de Toronto, annonce que Nolan rejoint son équipe en échange de Alyn McCauley et Brad Boyes ainsi que du futur premier choix de Toronto au cours du prochain repêchage. Nolan quitte ainsi l'équipe des Sharks avec le plus grand nombre de buts (206), d'assistances (245), de points (451) et de buts en supériorité numérique.

### Une fin de carrière mouvementée

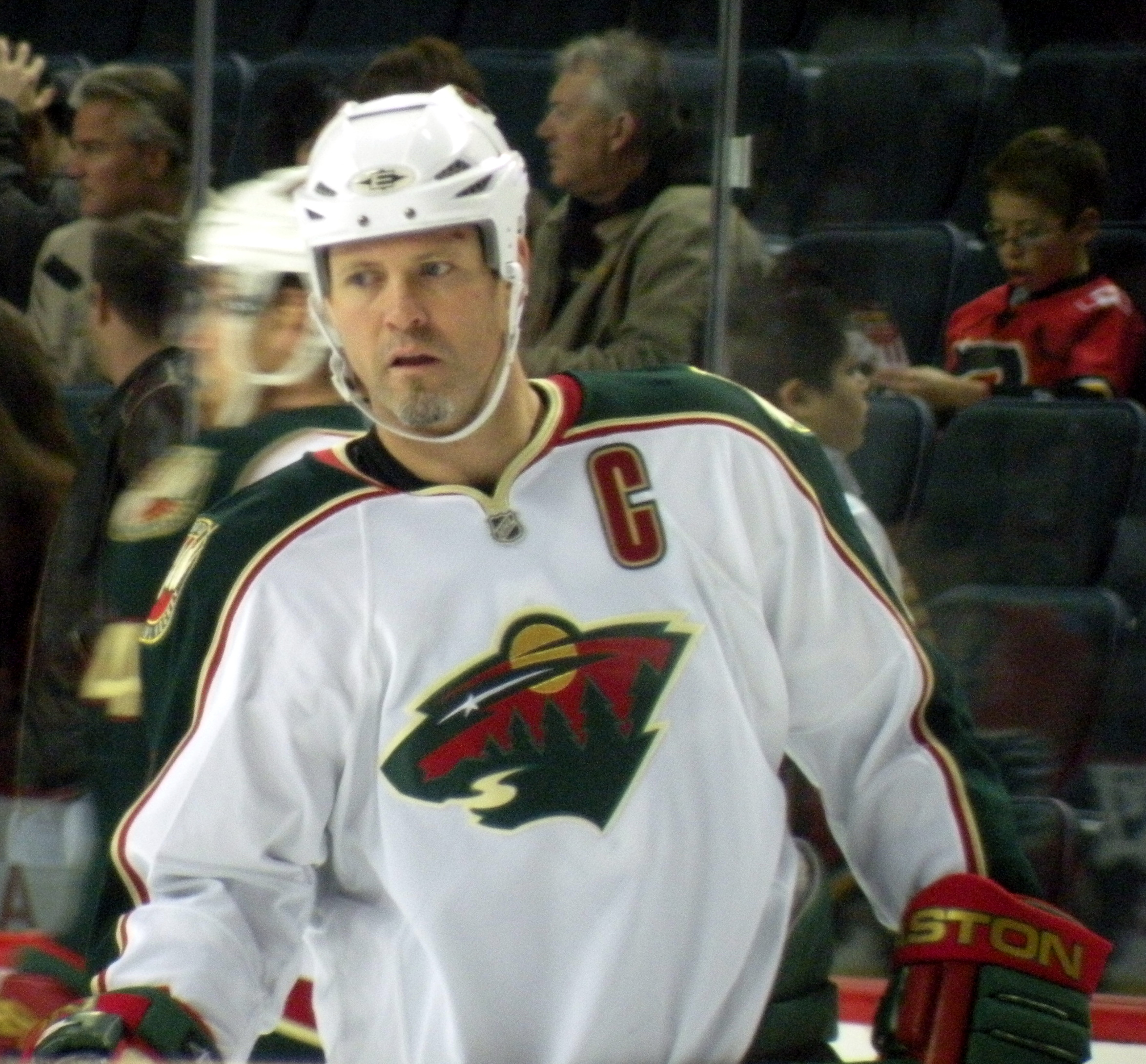
Nolan avec le Wild du Minnesota en mars 2009.

Nolan joue ainsi les 14 derniers matchs de la saison régulière 2002-2003 avec Toronto, comptant 12 points. Sa nouvelle équipe se classe cinquième de la saison régulière mais perd dès le premier tour des séries éliminatoires de la Coupe Stanley en sept rencontres contre les Flyers de Philadelphie. Au cours de la saison suivante, il subit plusieurs blessures : ainsi dans un premier temps, il se fait opérer à l'œil droit et manque un mois de compétition. Il se blesse également au genou deux matchs avant la fin de la saison régulière lors d'une rencontre contre les Sénateurs d'Ottawa. Il manque ainsi les séries 2004 au cours desquelles les Maple Leafs perdent au deuxième tour contre Philadelphie. 
La saison 2004-2005 est annulée en raison d'un lock-out alors que la situation entre les Maple Leafs et Nolan se détériorent. 
En effet, la franchise de Toronto décide de ne pas payer Nolan à la suite d'une nouvelle blessure au genou car la direction considère qu'elle n'est pas consécutive à un match de hockey. De son côté, le joueur Irlandais considère que sa blessure est une rechute de la blessure contractée. Il manque finalement une deuxième saison complète et en mars 2006, il annonce ne pas encore être prêt à remonter sur la glace. 
En août 2006, il signe un contrat d'un an avec les Coyotes de Phoenix pour la saison 2006-2007, équipe entraînée par Wayne Gretzky. Même s'il est motivé pour cette nouvelle saison, les résultats ne suivent pas et son équipe finit dernière de sa division et même de toute l'Association de l'Ouest. D'un point de vue personnel, il compte 40 points, troisième de son équipe derrière les 55 points de Shane Doan et les 41 de Ladislav Nagy. Nolan est mis en avant par son équipe comme étant leur candidat pour recevoir le trophée Bill-Masterton, trophée qui reviendra finalement à la remise des cérémonies à Phil Kessel des Bruins de Boston.
Les Coyotes ne conservent pas Nolan à l'issue de la saison et il s'entend en juillet avec les Flames de Calgary pour la saison 2007-2008. Le 22 octobre 2007, Nolan devient le 220e joueur de l'histoire à jouer son 1000e matchs dans la LNH, au cours d'une rencontre contre les Sharks de San José ; il compte alors 365 buts, 775 points et 1 656 minutes de pénalités. Pour la première fois depuis 2003, Nolan retrouve les séries éliminatoires en 2008 avec le septième place de l'Association. Les Flames sont cependant éliminés dès le premier tour contre les Sharks alors que Nolan inscrit 5 points en 7 rencontres. Comme lors de la saison passée, Nolan est désigné comme candidat de son équipe pour recevoir le trophée Masterton mais encore une fois le trophée lui échappe et revient à Jason Blake de Toronto.
Le 6 juillet 2008, il signe un contrat de deux ans avec le Wild du Minnesota d'une valeur estimée à 5,5 millions de dollars. Le 10 mars 2009, il inscrit les 400 et 401e but de sa carrière dans la LNH lors d'une défaite 4-5 en prolongation contre San José. Avec 25 buts à la fin de la saison, il est le meilleur buteur de son équipe alors qu'il manque 25 rencontres et que sa formation finit neuvième de l'Association de l'Ouest, non qualifiée pour les séries. Nolan joue sa dernière saison dans la LNH en 2009-2010 ; il participe à 76 rencontres et inscrit 33 points dont 16 buts. Le Wild finit à la 13e place du classement de son association.
Nolan, âgé de 38 ans, ne parvient pas à trouver de nouvelle équipe dans la LNH et il décide de quitter l'Amérique du Nord pour aller jouer en Europe. Ainsi, le 21 octobre 2010, il signe un contrat d'une saison avec le club de Zurich, les ZSC Lions. Les Lions évoluent en élite Suisse, la Ligue nationale A. À la fin des 50 rencontres de la saison régulière, l'équipe se classe septième de la LNA et est qualifiée pour les séries. Nolan, qui a rejoint le club en cours de saison, totalise 26 points dont 7 buts. L'équipe rencontre les Kloten Flyers au premier tour des séries et ce sont ces derniers qui s'imposent en cinq rencontres.
À la suite de cette expérience européenne, il est mis à l'essai au début de la saison 2011-2012 par les Canucks de Vancouver mais n'est pas retenu. Début février, il annonce sa retraite sportive officiellement, à quelques jours de son quarantième anniversaire. Il met ainsi fin à une carrière riche de 1 200 rencontres en 18 saisons. Il totalise 422 buts, le 71e rang des meilleurs buteurs de l'histoire de la LNH, 885 points et 1 793 minutes de pénalité,.

## Statistiques en carrière

### Statistiques en club
| Saison     | Équipe                 | Ligue      |       | Saison régulière | Saison régulière | Saison régulière | Saison régulière | Saison régulière |    | Séries éliminatoires | Séries éliminatoires | Séries éliminatoires | Séries éliminatoires | Séries éliminatoires |
| Saison     | Équipe                 | Ligue      | PJ    | B                | A                | Pts              | Pun              | PJ               | B  | A                    | Pts                  | Pun                  |                      |                      |
| 1988-1989  | Royals de Cornwall     | LHO        | 62    | 34               | 25               | 59               | 213              | 18               | 5  | 11                   | 16                   | 41                   |                      |                      |
| 1989-1990  | Royals de Cornwall     | LHO        | 58    | 51               | 60               | 111              | 240              | 6                | 7  | 5                    | 12                   | 26                   |                      |                      |
| 1990-1991  | Citadels d'Halifax     | LAH        | 6     | 4                | 4                | 8                | 11               | -                | -  | -                    | -                    | -                    |                      |                      |
| 1990-1991  | Nordiques de Québec    | LNH        | 59    | 3                | 10               | 13               | 109              | -                | -  | -                    | -                    | -                    |                      |                      |
| 1991-1992  | Nordiques de Québec    | LNH        | 75    | 42               | 31               | 73               | 183              | -                | -  | -                    | -                    | -                    |                      |                      |
| 1992-1993  | Nordiques de Québec    | LNH        | 73    | 36               | 41               | 77               | 185              | 5                | 1  | 0                    | 1                    | 2                    |                      |                      |
| 1993-1994  | Nordiques de Québec    | LNH        | 6     | 2                | 2                | 4                | 8                | -                | -  | -                    | -                    | -                    |                      |                      |
| 1994-1995  | Nordiques de Québec    | LNH        | 46    | 30               | 19               | 49               | 46               | 6                | 2  | 3                    | 5                    | 6                    |                      |                      |
| 1995-1996  | Avalanche du Colorado  | LNH        | 9     | 4                | 4                | 8                | 9                | -                | -  | -                    | -                    | -                    |                      |                      |
| 1995-1996  | Sharks de San José     | LNH        | 72    | 29               | 32               | 61               | 137              | -                | -  | -                    | -                    | -                    |                      |                      |
| 1996-1997  | Sharks de San José     | LNH        | 72    | 31               | 32               | 63               | 155              | -                | -  | -                    | -                    | -                    |                      |                      |
| 1997-1998  | Sharks de San José     | LNH        | 75    | 14               | 27               | 41               | 144              | 6                | 2  | 2                    | 4                    | 26                   |                      |                      |
| 1998-1999  | Sharks de San José     | LNH        | 78    | 19               | 26               | 45               | 129              | 6                | 1  | 0                    | 1                    | 6                    |                      |                      |
| 1999-2000  | Sharks de San José     | LNH        | 78    | 44               | 40               | 84               | 110              | 10               | 8  | 2                    | 10                   | 6                    |                      |                      |
| 2000-2001  | Sharks de San José     | LNH        | 57    | 24               | 25               | 49               | 75               | 6                | 1  | 1                    | 2                    | 8                    |                      |                      |
| 2001-2002  | Sharks de San José     | LNH        | 75    | 23               | 43               | 66               | 93               | 12               | 3  | 6                    | 9                    | 8                    |                      |                      |
| 2002-2003  | Sharks de San José     | LNH        | 61    | 22               | 20               | 42               | 91               | -                | -  | -                    | -                    | -                    |                      |                      |
| 2002-2003  | Maple Leafs de Toronto | LNH        | 14    | 7                | 5                | 12               | 16               | 7                | 0  | 2                    | 2                    | 2                    |                      |                      |
| 2003-2004  | Maple Leafs de Toronto | LNH        | 65    | 19               | 29               | 48               | 110              | -                | -  | -                    | -                    | -                    |                      |                      |
| 2006-2007  | Coyotes de Phoenix     | LNH        | 76    | 16               | 24               | 40               | 56               | -                | -  | -                    | -                    | -                    |                      |                      |
| 2007-2008  | Flames de Calgary      | LNH        | 77    | 16               | 16               | 32               | 71               | 7                | 3  | 2                    | 5                    | 2                    |                      |                      |
| 2008-2009  | Wild du Minnesota      | LNH        | 59    | 25               | 20               | 45               | 26               | -                | -  | -                    | -                    | -                    |                      |                      |
| 2009-2010  | Wild du Minnesota      | LNH        | 73    | 16               | 17               | 33               | 40               | -                | -  | -                    | -                    | -                    |                      |                      |
| 2010-2011  | ZSC Lions              | LNA        | 24    | 7                | 19               | 26               | 53               | 5                | 2  | 2                    | 4                    | 2                    |                      |                      |
| Totaux LNH | Totaux LNH             | Totaux LNH | 1 200 | 422              | 463              | 885              | 1 793            | 65               | 21 | 18                   | 39                   | 66                   |                      |                      |

### Statistiques en équipe nationale
| Année | Équipe | Compétition     |    | PJ | B | A | Pts | Pun           |  | Résultats |
| 1997  | Canada | Coupe du monde  | 10 | 4  | 3 | 7 | 31  | Médaille d'or |  |           |
| 2002  | Canada | Jeux olympiques | 6  | 0  | 3 | 3 | 2   | Médaille d'or |  |           |

## Honneurs et trophées personnels
- 1987-1988 : remporte le trophée de la famille Emms de la LHO
- Premier choix du repêchage d'entrée de 1990
- Il est choisi pour évoluer dans le Match des étoiles de la Ligue nationale de hockey en 1992, 1996, 1997, 2000 et 2002.